# エッジ (アダルトビデオ)
エッジ（EDGE）は、2012年まで存在した日本のアダルトビデオメーカー。

## 概要
代表取締役は、AV監督の皇獅婁。皇獅婁がWaap Entertainmentから退社独立するかたちで、設立した会社である。
フェチ作品を中心に作品を出していた。
当初は北都のMOODYZ内レーベルであったが、現在では自社レーベルと北都系の制作を請け負っていた。
また、24時間撮影可能な中野区弥生町の自社スタジオを映画、ドラマ、PVの撮影からスチール撮影まで対応するスタジオも所有していた。
販売はアウトビジョングループ(DMM)に委託していた。
また、AV監督の黒澤あららの作品では、北都のMOODYZ、アイデアポケット等で制作を請け負っていた。
経緯としては、MOODYZのエッジレーベルがあったが、現在は自社レーベルとして販売しているものである。
スタッフが総勢で4名しかいないため、ビデオエンジニア、音声エンジニア、照明エンジニア、スチールは外注していた。
ロゴには「EDGE」の下に「Eagerly Daring Grow Evolution」と書いてあった。2010年7月19日から、「新エッジ始まります。」と宣言し1日・19日発売に切り替え、「Edge プチ変態エンターテイメント」というロゴを用いた。しかし、新ロゴは1年間ほど使用したあと元の「EDGE」に戻している。
2012年まで新作をだしていた。
2023年1月、渋谷スタジオを閉鎖。
2025年4月現在、24時間撮影可能な西新橋スタジオの貸出を行っている。

## 主なシリーズ
- 女だらけの世界
- ドリームクリニック
- M MANIA
- 口マンコ
- 天使の手コキ
- ごっくん天使のフェラ
- 射精直後の亀頭をこすり続けると男も潮噴くって知ってる？

## 自社スタジオ
東京都中野区弥生町に24時間撮影可能なスタジオを有していた。

1階は同社の事務所となっており、2階～6階・屋上まで撮影スタジオとして使用可能だった。

一応、PVや映画、CMの撮影を謳っているが、AVやアダルト系スチールの撮影がメインであった。

角フロアー毎にシャワー室を設けていた。